# Мушка (зброя)

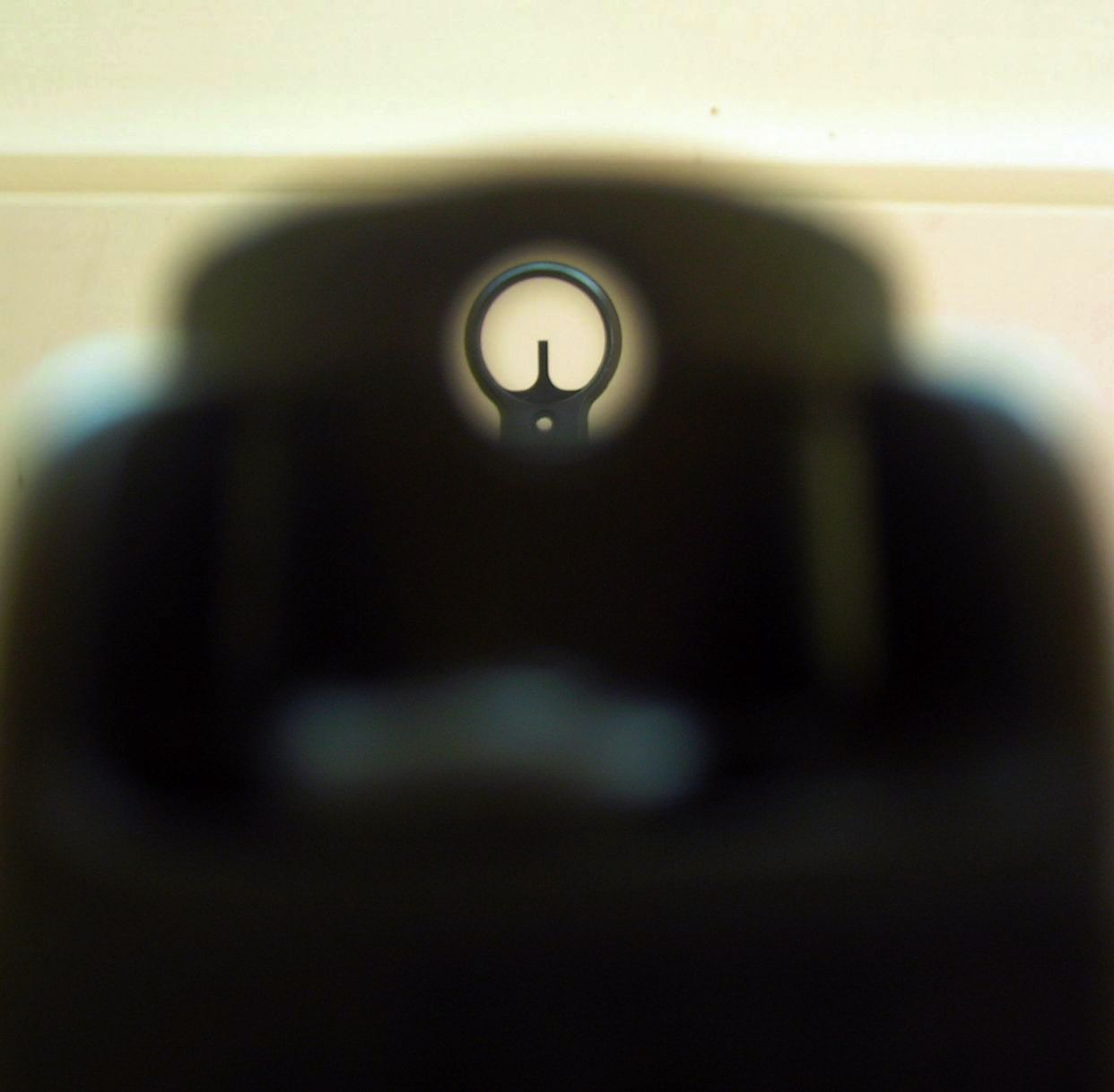
Мушка

Мушка — частина механічного прицільного пристрою стрілецької зброї.
У прицільні пристрої також включається приціл. Мушка розташовується на стволі зброї.
Мушка може мати різну конструкцію — відкриту, закриту — укладену в кільце або в півкільце. Кільце охороняє мушку від механічних пошкоджень, а також затінюючи її, робить її помітнішою при прицілюванні. Основною вимогою є вертикальність і недопущення виблискування.
На гвинтівці мушки бувають прямокутні («пеньок»), кільцеві («кільце»), трикутні. На оптичному прицілі оком видно горизонтальні прицільні нитки, і вертикальний «пеньок». У пістолетах та револьверах є трикутна мушка і цілик, який має трапецієподібний виріз.